# Olîka
Olîka (în ucraineană Олика) este o așezare de tip urban din raionul Kiverți, regiunea Volînia, Ucraina. În afara localității principale, nu cuprinde și alte sate.

## Demografie
Componența lingvistică a așezării de tip urban Olîka
     Ucraineană (98,25%)
     Rusă (1,29%)
     Alte limbi (0,24%)
Conform recensământului din 2001, majoritatea populației așezării de tip urban Olîka era vorbitoare de ucraineană (98,25%), existând în minoritate și vorbitori de rusă (1,29%).